# Sowjetarmee-Pokal 1959/60
Der Sowjetarmee-Pokal 1959/60 war die 20. Austragung des Pokalwettbewerbs im Fußball in Bulgarien. Pokalsieger wurde Septemwri Sofia, das sich im Finale gegen DFS Lokomotive Plowdiw durchsetzte.

## Modus
In allen Runden wurde der Sieger in einem Spiel ermittelt. Stand es nach der regulären Spielzeit von 90 Minuten unentschieden, kam es zur Verlängerung von zweimal 15 Minuten. Falls danach immer noch kein Sieger feststand, wurde dieser per Losentscheid ermittelt. Die Wiederholungsspiele wurden abgeschafft.

## Teilnehmer
| - Arda Kardschali - Benkowski Bjala - DFS Beroe Stara Sagora - Botew Dewin - FC Botew Nowi Pasar - ASK Botew Plowdiw - Botew Burgas - FC Botew Wraza | - Jantra Gabrowo - DFS Christo Karpatschew Lowetsch - FD Dunaw Russe - Etar Weliko Tarnowo - Lewski Kjustendil - FD Lewski Sofia - DFS Lokomotive Plowdiw - FD Lokomotive Sofia | - Ludogorez Rasgrad - Minjor Dimitrowo - Nikolaj Laskow Jambol - Panajot Chitow Tutrakan - Sawod Ernst Telman Sofia - Sawod Karl Marx Dewnja - Septemwri Sofia - Septemwrijska Slawa Michailowgrad | - FD Slawia Sofia - DFS Spartak Plewen - DFS Spartak Plowdiw - Spartak Sofia - Spartak Warna - SD Tscherno More Warna - FK Wolow Kolarowgrad - ZDNA Sofia |

## 1. Runde
|                                   | Ergebnis        |                                  |
| --------------------------------- | --------------- | -------------------------------- |
| FD Lokomotive Sofia               | 15:00           | Botew Dewin                      |
| FD Lewski Sofia                   | 2:0             | Spartak Sofia                    |
| FK Wolow Kolarowgrad              | 0:2             | Sawod Ernst Telman Sofia         |
| Etar Weliko Tarnowo               | 1:0             | Jantra Gabrowo                   |
| ASK Botew Plowdiw                 | 4:0             | Sawod Karl Marx Dewnja           |
| DFS Beroe Stara Sagora            | (L)0:0 n. V.(L) | FD Slawia Sofia                  |
| FC Botew Wraza                    | 2:3             | Septemwri Sofia                  |
| Panajot Chitow Tutrakan           | 1:3             | DFS Spartak Plowdiw              |
| Nikolaj Laskow Jambol             | 4:2             | DFS Christo Karpatschew Lowetsch |
| Arda Kardschali                   | 4:1             | Botew Burgas                     |
| Septemwrijska Slawa Michailowgrad | 4:3             | FC Botew Nowi Pasar              |
| Ludogorez Rasgrad                 | 5:3             | Benkowski Bjala                  |
| Minjor Dimitrowo                  | 2:1             | SD Tscherno More Warna           |
| DFS Lokomotive Plowdiw            | 7:2             | FD Dunaw Russe                   |
| ZDNA Sofia                        | 2:1             | Spartak Warna                    |
| Lewski Kjustendil                 | 3:1 n. V.       | DFS Spartak Plewen               |

## Achtelfinale
|                       | Ergebnis        |                                   |
| --------------------- | --------------- | --------------------------------- |
| DFS Spartak Plowdiw   | 2:0             | FD Lewski Sofia                   |
| FD Slawia Sofia       | 3:0             | Sawod Ernst Telman Sofia          |
| Lewski Kjustendil     | (L)2:2 n. V.(L) | DFS Lokomotive Plowdiw            |
| Nikolaj Laskow Jambol | (L)1:1 n. V.(L) | Minjor Dimitrowo                  |
| Arda Kardschali       | 4:1             | Septemwrijska Slawa Michailowgrad |
| Etar Weliko Tarnowo   | 2:1             | FD Lokomotive Sofia               |
| Ludogorez Rasgrad     | 2:6             | Septemwri Sofia                   |
| ZDNA Sofia            | 3:1             | ASK Botew Plowdiw                 |

## Viertelfinale
|                        | Ergebnis  |                       |
| ---------------------- | --------- | --------------------- |
| DFS Lokomotive Plowdiw | 2:1       | Nikolaj Laskow Jambol |
| DFS Spartak Plowdiw    | 2:1       | FD Slawia Sofia       |
| ZDNA Sofia             | 1:2 n. V. | Etar Weliko Tarnowo   |
| Septemwri Sofia        | 3:1       | Arda Kardschali       |

## Halbfinale
|                        | Ergebnis        |                     |
| ---------------------- | --------------- | ------------------- |
| DFS Lokomotive Plowdiw | (L)1:1 n. V.(L) | DFS Spartak Plowdiw |
| Etar Weliko Tarnowo    | 1:3             | Septemwri Sofia     |

## Finale
| Paarung                | Septemwri Sofia – DFS Lokomotive Plowdiw |
| Ergebnis               | 4:3 n. V. (3:3, 1:1) |
| Datum                  | 15. Juni 1960 |
| Stadion                | Wassil-Lewski-Stadion, Sofia |
| Zuschauer              | 25.000 |
| Schiedsrichter         | Georgi Christo |
| Tore                   | 1:0 Christo Dschorschilow (5.) 1:1 Dimitar Grantscharow (28.) 2:1 Sotir Josifow (43.) 3:1 Christo Dschorschilow (48.) 3:2 Stojan Genow (62.) 3:3 Iwan Kantschew (65.) 4:3 Zwetan Milew (120.)                                                                                    |
| Septemwri Sofia        | Dimitar Slawow – Najden Bonew, Panajot Panajotow, Boris Apostolow – Michail Panajotow, Sotir Josifow, Dimitar Jakimow, Christo Dschorschilow – Zwetan Milew, Petar Argirow (91. Kostadin Blagoew), Aleksandar Wassilew Cheftrainer: Trendafil Stankow                            |
| DFS Lokomotive Plowdiw | Marin Marinow (46. Lutschko Lukow) – Georgi Christow, Dawid Popow , Dimitar Krastew, Iwan Bojadschiew – Aleksandar Bachtschewandschiew, Atanas Tasew, Stojan Genow – Rangel Rangelow (16. Dimitar Grantscharow), Iwan Kantschew, Georgi Lasarow Cheftrainer: Christo Batschwarow |
| Platzverweise          | Panajot Panajotow (31.) – Dimitar Grantscharow (31.) |